# Gymnopleurus tuxeni
Gymnopleurus tuxeni là một loài bọ cánh cứng trong họ Bọ hung (Scarabaeidae).